# 藤本佑子
藤本 佑子（ふじもと ゆうこ、現姓：内田、1943年1月14日 - ）は、日本の元女子バレーボール選手。東洋の魔女　(Oriental Witches) のメンバー。金メダリスト。

## 来歴
広島県呉市出身。呉市立両城中学校～鈴峯女子高校を経て日紡貝塚に入社。1964年東京オリンピックバレーボール女子金メダリスト。東洋の魔女のメンバーの一人で、回転レシーブの名手。

## 所属チーム
- 呉市立両城中学校
- 鈴峯女子高校
- 日紡貝塚